# Иден (тауншип, округ Полк, Миннесота)
Иден (англ. Eden) — тауншип в округе Полк, Миннесота, США. На 2000 год его население составило 215 человек.

## География
По данным Бюро переписи населения США площадь тауншипа составляет 93,9 км², из которых 91,0 км² занимает суша, а 2,8 км² — вода (3,03 %).

## Демография
По данным переписи населения 2000 года здесь находились 215 человек, 83 домохозяйства и 62 семьи.  Плотность населения —  2,4 чел./км².  На территории тауншипа расположено 96 построек со средней плотностью 1,1 построек на один квадратный километр. Расовый состав населения: 96,28 % белых, 0,47 % коренных американцев, 2,79 % — других рас США и 0,47 % приходится на две или более других рас. Испанцы или латиноамериканцы любой расы составляли 2,79 % от популяции тауншипа.
Из 83 домохозяйств в 32,5 % воспитывались дети до 18 лет, в 62,7 % проживали супружеские пары, в 7,2 % проживали незамужние женщины и в 24,1 % домохозяйств проживали несемейные люди. 24,1 % домохозяйств состояли из одного человека, при том 12,0 % из — одиноких пожилых людей старше 65 лет. Средний размер домохозяйства — 2,59, а семьи — 3,06 человека.
27,4 % населения — младше 18 лет, 6,5 % — в возрасте от 18 до 24 лет, 23,7 % — от 25 до 44, 24,7 % — от 45 до 64, и 17,7 % — старше 65 лет. Средний возраст — 42 года. На каждые 100 женщин приходилось 124,0 мужчин.  На каждые 100 женщин старше 18 приходилось 113,7 мужчин.
Средний годовой доход домохозяйства составлял 29 375 долларов, а средний годовой доход семьи —  32 500 долларов. Средний доход мужчин —  24 063  доллара, в то время как у женщин — 20 536. Доход на душу населения составил 11 713 долларов. За чертой бедности находились 10,0 % семей и 15,9 % всего населения тауншипа, из которых 26,0 % младше 18 и 7,1 % старше 65 лет.